# 대전이문고등학교
대전이문고등학교(大田以文高等學校)는 대한민국 대전광역시 대덕구 석봉동에 있는 사립 고등학교이다.

## 학교 연혁
- 1964년 11월 14일 : 학교법인 『해동학원』 설립 인가
- 1986년 2월 27일 : 설립자 초대 이병무 이사장 취임
- 1986년 3월 2일 : 초대 안형근 교장 취임
- 1986년 3월 5일 : 개교 및 제1회 입학식
- 2006년 3월 2일 : 학교법인 『이문학원』 으로 명칭 변경
- 2006년 3월 2일 : 『대전이문고등학교』 로 교명 변경
- 2009년 6월 1일 : 제3대 이재광 이사장 취임
- 2023년 1월 27일 : 제35회 졸업식
- 2023년 3월 2일 : 제38회 입학식
- 2024년 9월 1일 : 제9대 이재홍 교장 취임

## 참고 자료
- 대전이문고등학교 - 한국교육학술정보원 학교알리미